# Niphecyra
Niphecyra – rodzaj chrząszczy z rodziny kózkowatych i podrodziny zgrzypikowych. 

## Zasięg występowania
Przedstawiciele tego rodzaju występują w Afryce od Demokratycznej Republiki Konga i Tanzanii na północy po Angolę na południu.

## Systematyka
Do Niphecyra należą 4 gatunki:
- Niphecyra interpres
- Niphecyra papyri
- Niphecyra rufolineata
- Niphecyra uniformis